# Humo Taschkent
Der Humo Hockey Club ist ein Eishockeyclub in Taschkent, Usbekistan. Er nimmt ab der Saison 2019/20 an der Wysschaja Hockey-Liga (WHL), der zweithöchsten russischen Eishockeyliga teil.
General Manager des Clubs ist Normunds Sējējs, zuletzt GM von Dinamo Riga. Das Team wird sich hauptsächlich aus russischen Spielern zusammensetzen.

## Geschichte
Humo wurde gegründet, um an der im Februar 2019 wieder gestarteten Usbekischen Eishockeyliga teilzunehmen. Humo gewann die Hauptrunde der Liga, schied aber überraschend in der ersten Play-off-Runde gegen Semurg Taschkent aus.
Am 31. Mai 2019 gab die WHL Humo als neuen Teilnehmer ab der Saison 2019/20 bekannt. Bereits zuvor hatte Witali Prochorow, Vizepräsident der höchsten russischen Liga KHL, einen usbekischen Teilnehmer an der WHL – und ab 2022 an der KHL  – angekündigt, wobei der Ligakonkurrent Binokor Taschkent als Favorit galt. Humo wird zusätzlich mit einem Farmteam an der kasachischen Eishockeyliga teilnehmen.

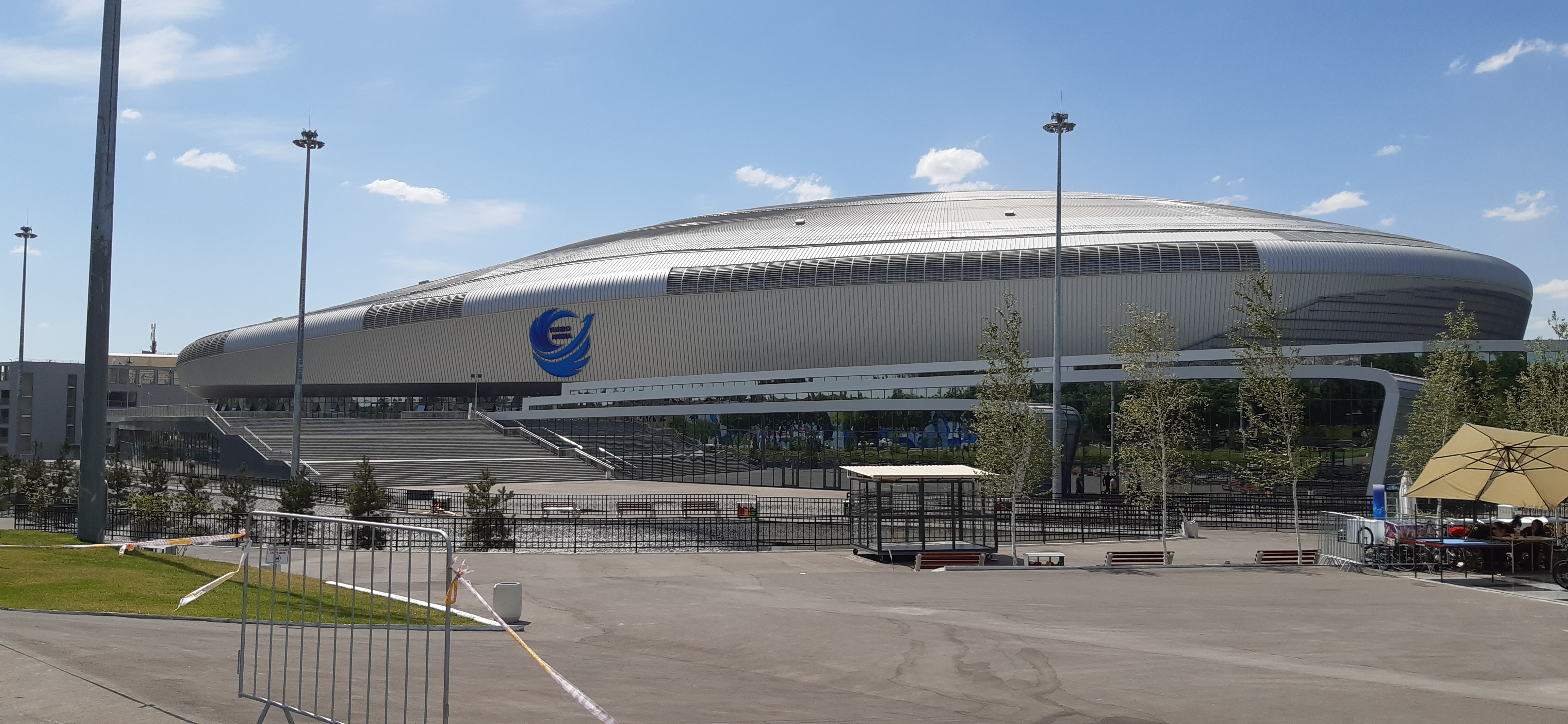
Außenansicht der Humo Arena
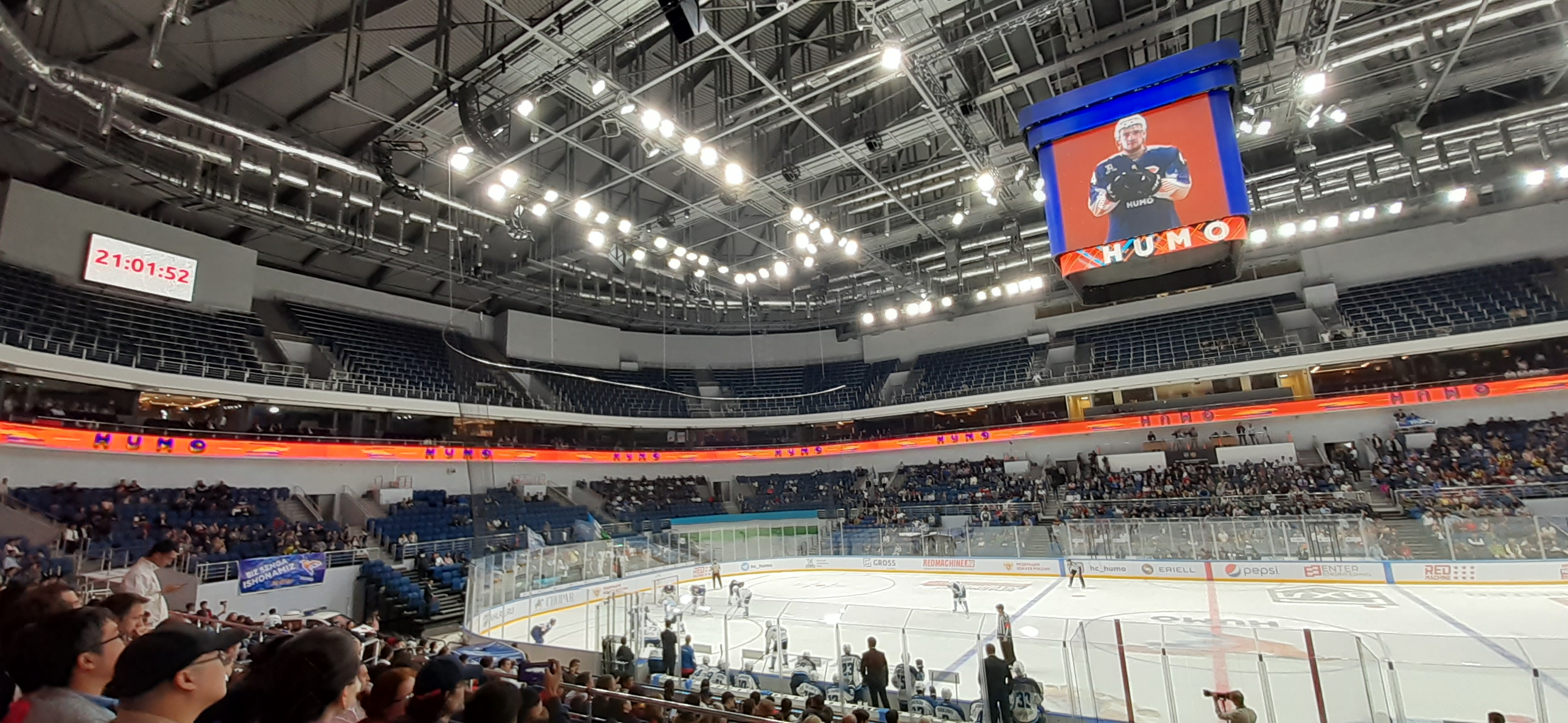
Erstes Spiel der Saison 2019/20 in der Humo Arena

## Stadion
Humo Taschkent spielt – wie die restlichen Clubs der Usbekischen Eishockeyliga –  in der Humo Arena in Taschkent. Das im März 2019 eröffnete Stadion bietet Platz für 12.500 Zuschauer.